# Голю-Чак
Голю-Чак (перс. هلوچاك) — село в Ірані, у дегестані Коджід, у бахші Ранкух, шагрестані Амлаш остану Ґілян. За даними перепису 2006 року, його населення становило 25 осіб, що проживали у складі 7 сімей.